# Jordan Semedo
Jordan Semedo Varela (Nice, 15 januari 2003) is een Frans voetballer met Kaapverdische roots die in het seizoen 2023/24 door AS Monaco wordt uitgeleend aan Cercle Brugge.

## Clubcarrière
Semedo ruilde in 2017 de jeugdopleiding van Cavigal Nice Sports voor die van AS Monaco. In het seizoen 2021/22 maakte hij zijn opwachting in het B-elftal van Monaco, dat toen uitkwam in de Championnat National 2. In augustus 2022 ondertekende hij zijn eerste profcontract bij de club. In december 2022 liet Philippe Clement hem meespelen met het eerste elftal in een oefenwedstrijd tegen Sevilla FC.
In juni 2023 leende AS Monaco de twintigjarige Semedo voor een seizoen uit aan zijn Belgische dochterclub Cercle Brugge.

## Clubstatistieken
| Seizoen         | Club            | Land            | Competitie             | Competitie | Competitie | Beker | Beker | Supercup | Supercup | Europees | Europees | Totaal | Totaal |
| Seizoen         | Club            | Land            | Competitie             | Wed.       | Dlp.       | Wed.  | Dlp.  | Wed.     | Dlp.     | Wed.     | Dlp.     | Wed.   | Dlp.   |
| --------------- | --------------- | --------------- | ---------------------- | ---------- | ---------- | ----- | ----- | -------- | -------- | -------- | -------- | ------ | ------ |
| 2021/22         | AS Monaco B     | Vlag van Monaco | Championnat National 2 | 21         | 1          | —     | —     | —        | —        | —        | —        | 21     | 1      |
| 2023/24         | → Cercle Brugge | Vlag van België | Eerste klasse A        | 2          | 0          | 0     | 0     | —        | —        | —        | —        | 2      | 0      |
| Carrière totaal | Carrière totaal | Carrière totaal | Carrière totaal        | 23         | 1          | 0     | 0     | 0        | 0        | 0        | 0        | 23     | 1      |

Bijgewerkt op 23 augustus 2023.

## Interlandcarrière
Semedo nam in 2019 met Frankrijk –19 deel aan het EK onder 19 in Slowakije. In de eerste groepswedstrijd tegen Slowakije (0-5-winst) kwam hij niet in actie, maar in de groepswedstrijden tegen Roemenië (1-2-winst) en Italië (4-1-winst) speelde hij dan weer een hele wedstrijd. Tegen Roemenië leverde hij de assist af voor de 0-2 van Martin Adeline. Ook in de halvefinalewedstrijd tegen Israël, die Frankrijk met 1-2 verloor, speelde hij een hele wedstrijd.
In 2022 nam Semedo met Frankrijk –20 deel aan het WK onder 20 in Argentinië. Hij kreeg een basisplaats in alle drie de groepswedstrijden. In de laatste groepswedstrijd tegen Honduras, de enige die Frankrijk kon winnen, leverde hij de assist af voor de 1-3 van Félix Nzouango.